# Ворота Камоллиа
Ворота Камоллиа, Порта Камоллиа (итал. Porta Camollia) — ворота в северной части средневековой городской стены Сиены, Италия. От них в центр города ведёт Виа Камоллия, являющаяся частью древней дороги паломников Виа Франчиджена, соединяющей Рим с заальпийскими странами.
Легенда связывает название местности с именем Камулио, посланца Ромула, который основал здесь свой лагерь.
Во времена Сиенской республики на этом месте стояли ворота XIII века. В 1526 году рядом с ними произошло сражение в Камоллиа (итал. Battaglia di Camollia), когда внезапной вылазкой сиенцы разгромили подступившие к городу папские войска Климента VII. Однако три десятилетия спустя, в 1555 году, Сиена не устояла и была захвачена тосканским герцогом Козимо I Медичи. После многомесячной осады ворота и штурма ворота сильно пострадали и были разобраны.
Существующие ворота построены в 1604 году по проекту Алессандро Казолани (итал. Alessandro Casolani). Скульптурные украшения созданы флорентийцем Доменико Кафаджи (итал. Domenico Cafaggi).
По верхнему краю арки идёт латинская надпись: Cor magis tibi Sena pandit, что означает "Сиена открывает тебе сердце большее[, чем ворота]". Она была сделана в честь въезда в город Фердинанда I Медичи, великого герцога Тосканы.